# 第10回ニューヨーク映画批評家オンライン賞
10th NYFCO Awards
2010年12月12日

作品賞: 

 ソーシャル・ネットワーク 
第10回ニューヨーク映画批評家オンライン賞（だい10かいニューヨークえいがひひょうかオンラインしょう）は、2010年の映画に贈られる賞で、2010年12月12日に発表された。

## 受賞一覧
- 主演男優賞:
  - ジェームズ・フランコ - 『127時間』

- 主演女優賞:
  - ナタリー・ポートマン - 『ブラック・スワン』

- アニメ映画賞:
  - 『トイ・ストーリー3』

- キャスト賞:
  - 『キッズ・オールライト』

- 撮影賞:
  - 『ブラック・スワン』 - マシュー・リバティーク

- 新人監督賞:
  - ジョン・ウェルズ - 『カンパニー・メン』

- 監督賞:
  - デヴィッド・フィンチャー - 『ソーシャル・ネットワーク』

- ドキュンタリー映画賞:
  - 『イグジット・スルー・ザ・ギフトショップ』

- 作品賞:
  - 『ソーシャル・ネットワーク』

- 音楽賞:
  - 『ブラック・スワン』 - クリント・マンセル

- 外国語映画賞:
  - 『ミラノ、愛に生きる』 ・  イタリア

- 脚本賞:
  - アーロン・ソーキン - 『ソーシャル・ネットワーク』

- 助演男優賞:
  - クリスチャン・ベール - 『ザ・ファイター』

- 助演女優賞:
  - メリッサ・レオ - 『ザ・ファイター』

- ブレイクスルー演技賞:
  - ノオミ・ラパス - 『ミレニアム ドラゴン・タトゥーの女』